# Édouard Louis Trouessart
Aquest autor és citat en taxonomia animal amb el nom «Trouessart».
Édouard Louis Trouessart (Angers, 25 d'agost del 1842 — París, 30 de juny del 1927) fou un zoòleg francès.

## Biografia
Fill d'un professor de física de la Universitat de Poitiers, Trouessart fou educat a Angers i Poitiers abans d'entrar a l'escola de medicina militar d'Estrasburg. A causa de greus problemes de salut, hagué d'abandonar els estudis.
El 1864 esdevingué preparador de física a la facultat de Poitiers, i des d'aleshores es consagrà a la història natural. Tornà als estudis de medicina i obtingué el seu doctorat el 1870. Serví a l'exèrcit francès durant la guerra francoprussiana.
Després d'haver servit a l'hospital de Villevêque, dirigí entre el 1882 i el 1884 el museu d'Angers i ensenyà història natural al liceu de la ciutat. El 1885 s'instal·là a París, on freqüentà la companyia d'Alphonse Milne-Edwards (1835-1900), a qui ajudà voluntàriament.
La mort d'Émile Oustalet (1844-1905) li permeté obtenir la càtedra de zoologia, mamífers i ocells, lloc que conservà fins al 1926.
Es consagrà principalment als mamífers i àcars, a més dels ocells. Entre les seves obres, cal citar Catalogus mammalium tam viventium quam fossilium (1899) i la Faune des Mammifères d'Europe (1910). El 1901 accedí a la presidència de la Societat Zoològica de França.